# アイスランドのイスラム教

アイスランドムスリム文化センターはレイキャヴィークにあり、Ýmishúsiðと呼ばれる建物の2階に位置する。

本項目では、アイスランドのイスラム教について記述する。
北欧の国、アイスランドにあるムスリム（イスラム教徒）コミュニティは世界でも有数の小規模にとどまっており、2013年時点でムスリムの数は770人となっている。この数字はアイスランドの全人口の約0.2％に相当する。

## 歴史
ムスリム（イスラム教徒）の情報によれば、アイスランドに関する最初の言及はイドリースィーによるものであり、1154年に制作された北海に面するアイスランドの位置に言及した彼の有名な世界地図、「タブラ・ロジェリアナ」にまで遡る。
イスラム世界とアイスランドの最初の接触はおそらく1627年、北アフリカのバルバリア海賊が南西のヴェストマン諸島や東のフィヨルドを含むアイスランドの一部地域で略奪を行った時である。この出来事はアイスランドの歴史において、Tyrkjaránið（トルコ人による拉致）として知られている。

## 統計

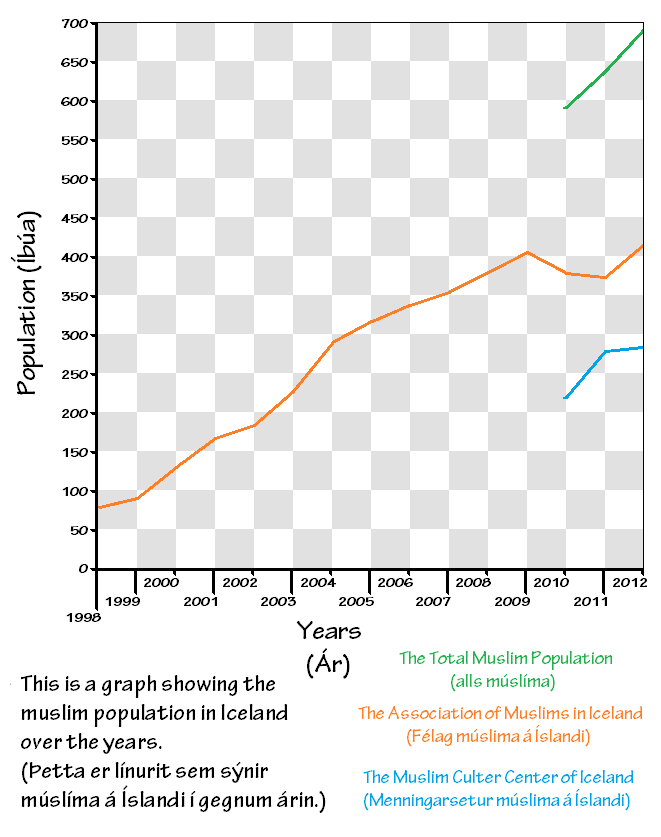
アイスランドムスリム協会の会員の増加数
緑：国内の総ムスリム数
橙：アイスランドムスリム協会の会員数
青：アイスランドイスラム文化センターの会員数

- アイスランドムスリム協会（アイスランド語: Félag múslima á Íslandi）の会員数は2013年時点で465名である。
- アイスランドイスラム文化センター（アイスランド語: Menningarsetur múslima á Íslandi）には2013年時点で305名の会員が入会している[2]

アイスランド国内のムスリムの数はこれら2つの協会の入会者数を合わせた数字よりも多くなることはないと見積もられている。

## アイスランドムスリム協会
アイスランドムスリム協会（アイスランド語: Félag múslima á Íslandi）は1997年に設立された。会長はパレスチナ移民のサルマーン・タミーミーである。

## アイスランドイスラム文化センター
アイスランドイスラム文化センター（アイスランド語: Menningarsetur múslima á Íslandi）は2009年から2010年にかけて設立された。

## モスク
アイスランドのムスリムはレイキャヴィークにあるモスクで礼拝を行う。このモスクはレイキャヴィークのÁrmúli 38にあるオフィスビルの3階にあるスンナ派のモスクである。このモスクには二人のイマームが所属し、周辺地域に住むアイスランド人や来訪するムスリムにより行われる日夜の礼拝の場を提供している。また、毎週金曜日には金曜礼拝を行っている。
2000年、ムスリム協会は専用のモスク建設をレイキャヴィーク市に申請した。市政府は要求したよりもずっと小さな区画の使用を認可したが、建物の建設計画は承認しなかった。追加の土地の認可とさらなる進展は隣接するロシア正教会の許可を得た後となり、計画は一時頓挫したが、2013年、建設許可が降り、アイスランドに独立した建物としては初のモスクが建設されることとなった。

## 国外からの関心
アイスランドのムスリムたちはアルジャジーラの興味を引き、アイスランドとニュージーランドのムスリムを扱ったドキュメンタリー制作を計画した。アルジャジーラは、ムスリムの多い土地との比較して夜が非常に長くなりうる高緯度の土地においてラマダーンの断食がいかに名誉であるかに興味を持った。